# Ebraismo della Torah
Ebraismo della Torah è un termine usato da una serie di gruppi ebraici ortodossi, specialmente nei paesi anglofoni, per descrivere la loro aderenza alle leggi della Torah e all'osservanza delle sue mitzvot (comandamenti) come espresse dalla Halakha ortodossa; tali leggi includono sia le mitzvot bibliche che quelle rabbiniche.
I seguaci dell‘Ebraismo della Torah seguono anche il Daat Torah, cioè le istruzioni dei rabbini o rebbe basate sul Talmud. In tempi recenti questi "consiglieri" hanno incluso anche i rabbini chassidici, i rosh yeshiva ("rettori di yeshivah -- le scuole talmudiche"), o i posek (decisori giuristi), spesso identificati come esperti dello Shulkhan Arukh, il "Codice di Legge ebraica" . (Questo riconoscimento del posek è spesso limitato alle comunità haredi in contrapposizione agli ebrei ortodossi moderni, sebbene anche questi osservino la Torah).
La frase Ebraismo della Torah implica una fede e pratica dell'Ebraismo che si basi sull'inclusione di tutta la Torah, Tanakh, Talmud e di tutte le autorità rabbiniche successive, come fonti di condotta esistenziale, basandosi sulla premessa che la Torah emana da Dio secondo la Sua rivelazione sul Monte Sinai. Il concetto dell'Alleanza sinaitica viene ulteriormente espresso in frasi ebraiche come:
- Torah min ha-Shamayim ("Torah dal Cielo")
- Torat Hashem ("Torah da Dio")
- Torah mi-Sinai ("Torah dal Sinai")
- Kedushat HaTorah ("Santità della Torah")
- Torat Hashem temimah ("La Torah di Dio è pura/completa")
- Noteyn ha-Torah ("Datore della Torah")
- Kabbalat HaTorah ("Ricevere/accettare la Torah")
- Na'aseh ve-nishmah ("Udiremo e faremo")

Il termine "Ebraismo della Torah" è una reazione alla inadeguatezza percepita nel significato di "ortodosso" (dal greco: 'opinione corretta'), così come un intento consapevole di etichettare i movimenti ebraici non ortodossi come separati dalla Torah.